# نبیل دافی
نبیل دافی (انگلیسی: Nabil Dafi؛ زادهٔ ۲۶ ژانویهٔ ۱۹۸۲) بازیکن فوتبال اهل فرانسه است.
از باشگاه‌هایی که در آن بازی کرده‌است می‌توان به باشگاه فوتبال زاربروکن اشاره کرد.